# Ingrid Steen
Ingrid Steen (Trondheim, 12 de diciembre de 1967) es una exjugadora de balonmano noruega. Consiguió 2 medallas olímpicas de plata.